# Lorenzo Burnet
Lorenzo Armando Cyril Burnet (* 11. ledna 1991, Amsterdam) je nizozemský fotbalový obránce či záložník a bývalý mládežnický reprezentant se surinamskými kořeny, od července 2017 hráč nizozemského klubu SBV Excelsior. Mimo Nizozemsko působil na klubové úrovni na Slovensku. Může nastoupit na levém kraji obrany či zálohy, případně na postu pravého obránce.

## Klubová kariéra
V mládežnických letech hrával v týmech AVV Zeeburgia a AFC Ajax. V Ajaxu však nedostal profesionální kontrakt, a tak odešel do mužstva FC Groningen. Svoji premiéru v seniorském fotbale si odbyl v ligovém utkání hraném 6. srpna 2011 proti klubu Roda JC Kerkrade (prohra 1:2), odehrál celých 90 minut. S Groningenem vyhrál v sezóně 2014/15 nizozemský fotbalový pohár. Koncem května 2016 mu v Groningenu skončila smlouva a dohodl se jako volný hráč se slovenským týmem ŠK Slovan Bratislava. S vicemistrem ročníku 2015/16 Fortuna ligy uzavřel čtyřletý kontrakt. Ve Slovanu se na podzim 2016 neprosadil a v lednu 2017 odešel kvůli většímu zápasovému vytížení hostovat do nizozemského mužstva NEC Nijmegen. V sezoně 2016/17 získal se Slovanem Slovenský pohár. V červnu 2017 se vrátil z hostování do Slovanu Bratislava, kde se s vedením dohodl na ukončení smlouvy. Následně se vrátil do vlasti a podepsal smlouvu s klubem SBV Excelsior.

## Reprezentační kariéra
Lorenzo Burnet byl členem nizozemských mládežnických výběrů U17, U19 a U21.